# Albert Cavelier de Cuverville
Pour les articles homonymes, voir Cuverville et Cavelier.
Albert Cavelier de Cuverville, né le 2 novembre 1892 à Saint-Brieuc et mort en mer de Barents le 18 juin 1928), est un officier de marine et aviateur français. 

## Biographie

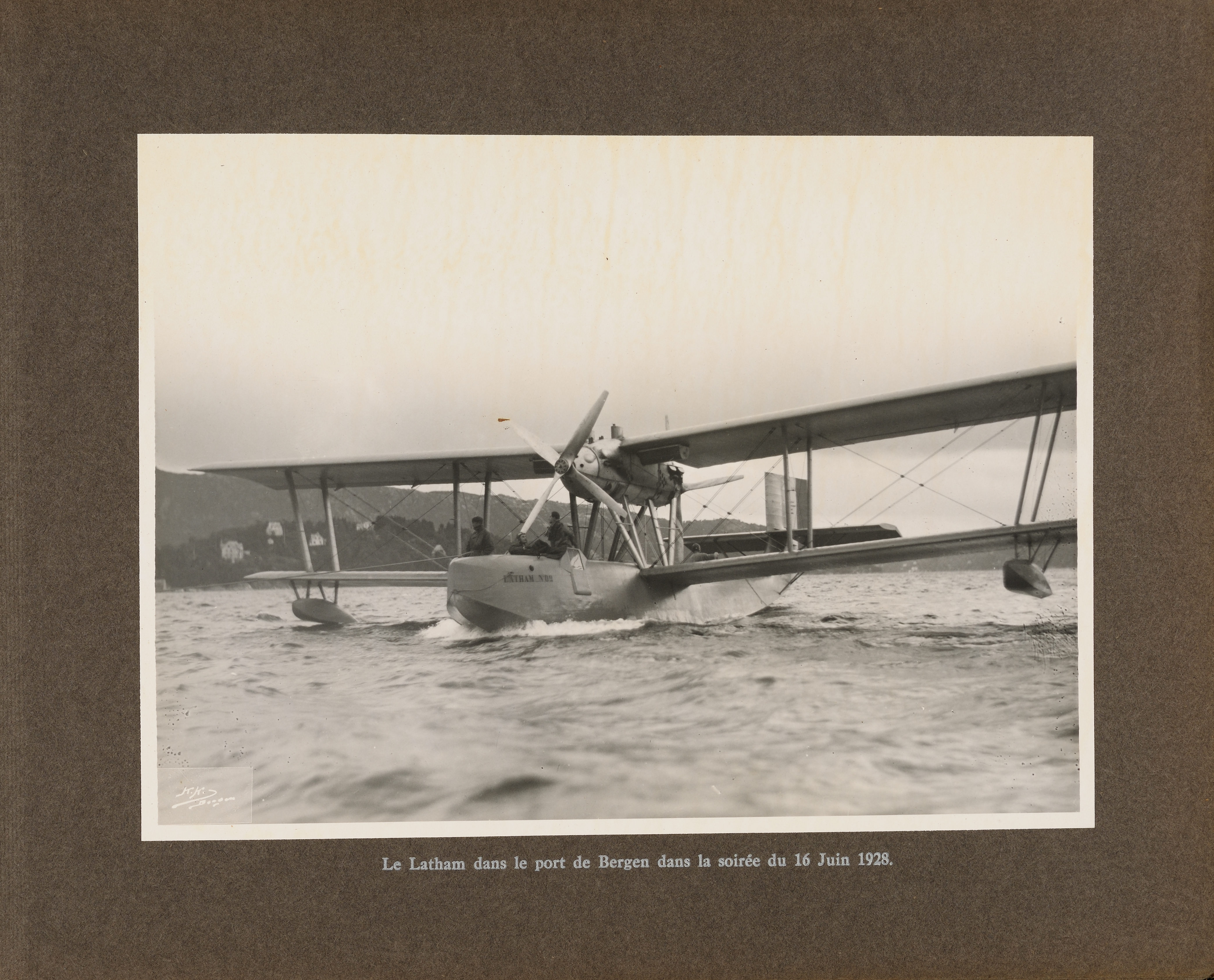
Le Latham 47 deux jours avant le départ

Albert Madeleine Ludovic Alphonse Cavelier de Cuverville naît le 2 novembre 1892 à Saint-Brieuc. Il entre à l'École navale en octobre 1911 et en sort aspirant en octobre 1913. Enseigne de vaisseau en novembre 1914, il sert sur le croiseur Jeanne d'Arc en août 1914 et participe aux opérations de la Manche puis à la bataille des Dardanelles les 25 et 26 avril 1915. Il joint ensuite la division navale de Syrie où il commence à s’intéresser à l'aviation. En 1916, il devient élève de l’École d'Étampes puis est breveté pilote d'hydravion au centre d'aviation maritime de Saint-Raphaël. En juillet 1917, il obtient un témoignage officiel de satisfaction pour avoir montré un grand sang-froid lors d'un accident d'un appareil qu'il pilotait. Chef d'escadrille à la division des patrouilles de Bretagne puis à celle d'Algérie-Tunisie, il se fait remarquer en août 1918 en portant secours à un hydravion naufragé. Cité pour avoir attaqué trois sous-marins allemands, il est promu chef adjoint de l’École de pilotage de Saint-Raphaël. Il est nommé lieutenant de vaisseau en septembre 1919. En 1920, il commande le centre d'aviation maritime de Constantinople et effectue un raid remarqué de la base jusqu' à Beyrouth. Il sert ensuite au Service central aéronautique au ministère de la Marine (1921) puis est admis à l’École de guerre navale en 1924. Instructeur sur le croiseur-école Jeanne d'Arc (1926), officier d'ordonnance du ministre (1927), il est nommé capitaine de corvette en juin 1928. Parti le 18 juin 1928, avec les Français René Guilbaud, Gilbert Brazy, Emile Valette, et les Norvégiens Roald Amundsen et Leif Dietrichson, sur un hydravion Latham 47 à la recherche du dirigeable Italia d'Umberto Nobile perdu en Arctique, il disparaît avec ses compagnons en mer de Barents. Rien ne sera jamais retrouvé ni des hommes, ni de leur appareil.

## Carrière d'aviateur
À l'été 1913, Albert Cavelier participe à la Coupe Michelin qui récompensera le pilote ayant réalisé la plus longue distance. Il prend part à l'épreuve avec un monoplan Deperdussin à moteur Gnome et disposant de bougies Oléo.

## Hommages et distinctions
- Chevalier (août 1918) puis officier (à titre posthume) de l'ordre national de la Légion d'honneur[3].
- Croix de guerre (août 1918).
- Son nom est inscrit sur la stèle Latham 47 de Caudebec-en-Caux, sur l'aérostèle de Hyères-Costebelle (Var) et sur le mémorial du cap de la Chèvre (Finistère).
- Plusieurs rues portent son nom : à Sainte-Geneviève-des-Bois,  Nice et Saint-Brieuc.

## Pour approfondir